# 14 Batalion Saperów (LWP)

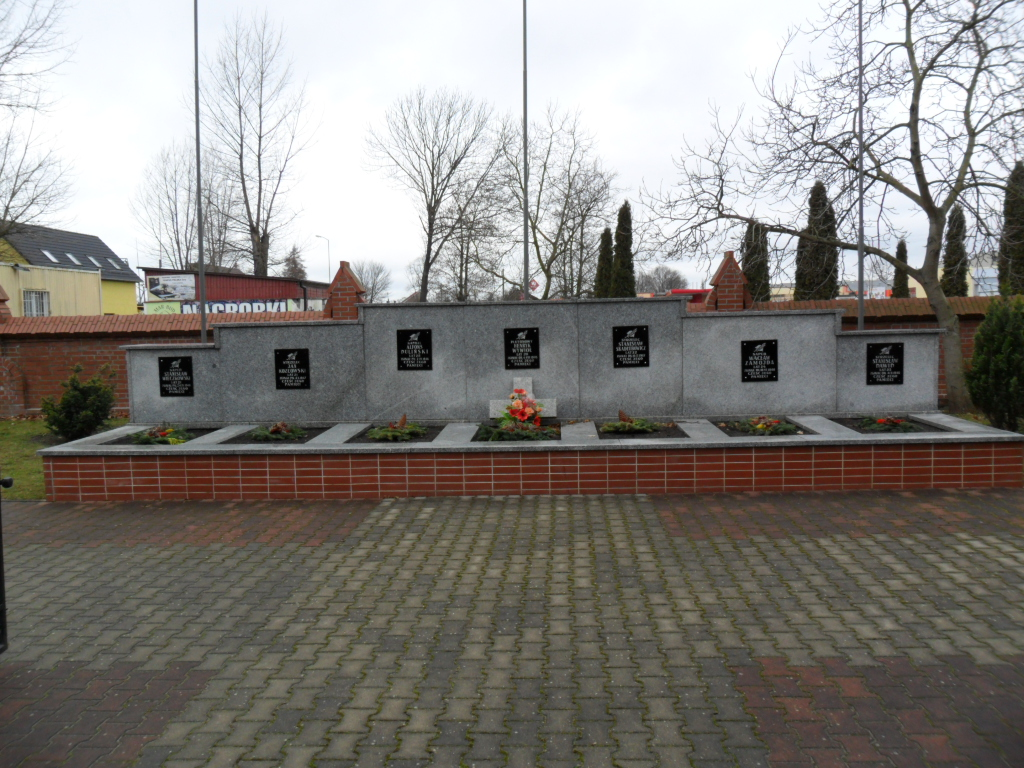
Cmentarz komunalny w Gubinie – groby saperów, którzy zginęli podczas rozminowywania miasta.

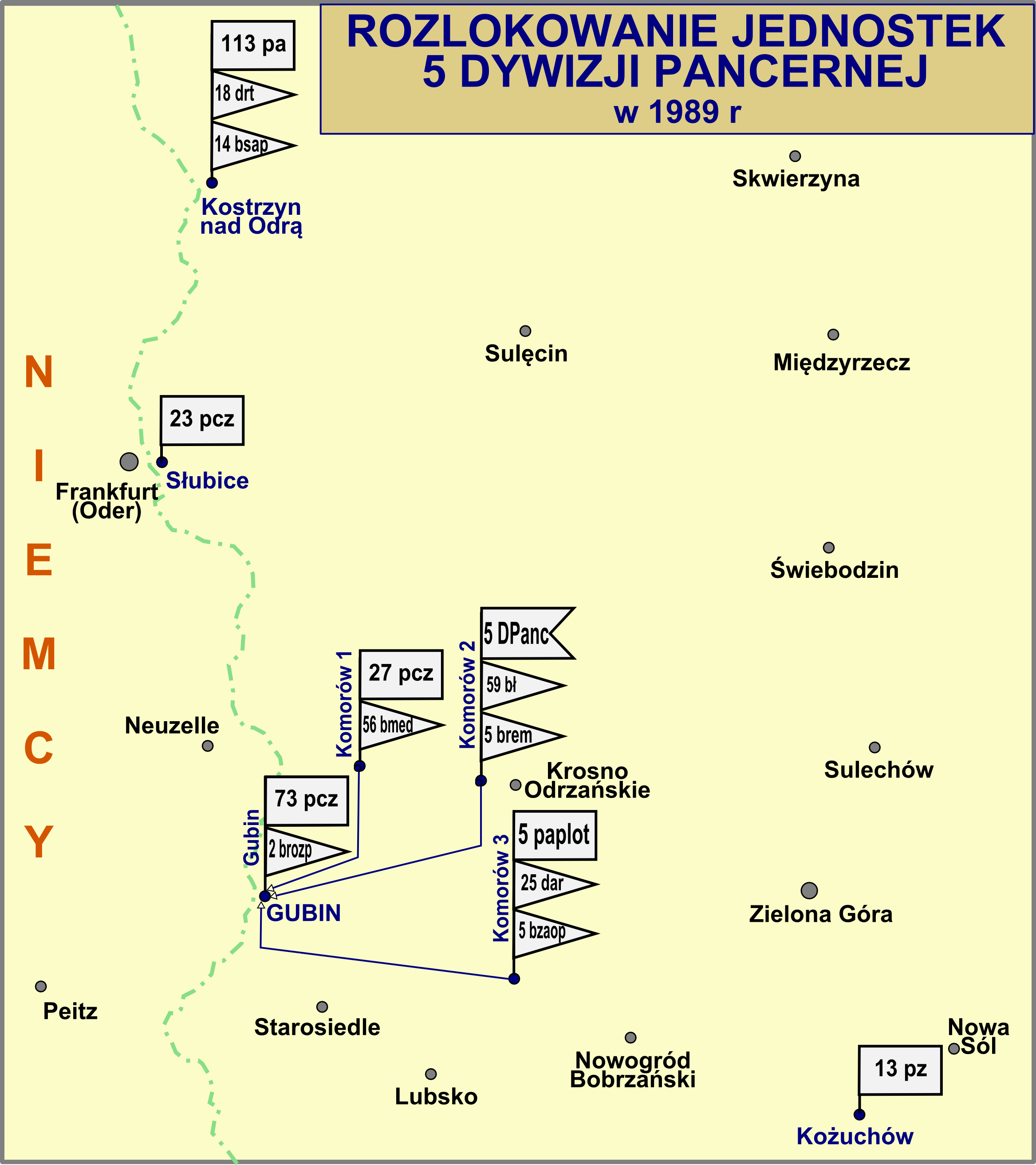
Rozlokowanie 5 DPanc w 1989

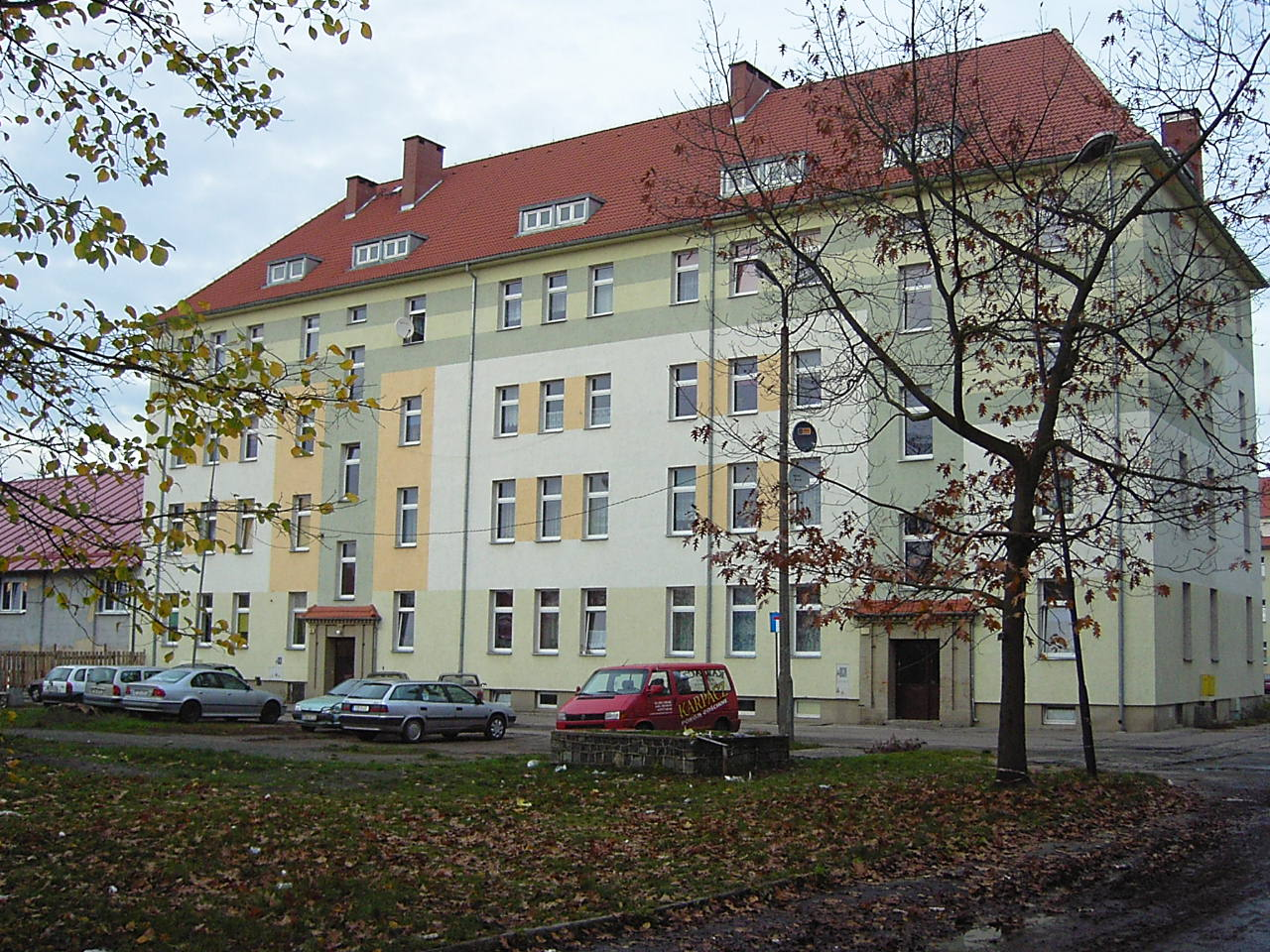
Kostrzyn – w tych koszarach stacjonował batalion 5 SDPanc

14 batalion saperów (14 bsap) – samodzielny pododdział wojsk inżynieryjnych ludowego Wojska Polskiego.
Sformowany w miejscowości Nowa Berezyna (okolice Żytomierza) na podstawie rozkazu dowódcy 1 Armii Polskiej w ZSRR nr 0130 z 5 lipca 1944 jako jednostka 5 Saskiej Dywizji Piechoty.
Przysięgę żołnierze batalionu złożyli 22 października 1944 w Trzebieszowie.

## Struktura organizacyjna
Etat 04/506

- Dowództwo i sztab
- 3 x kompanie saperów
  - 3 x pluton saperów
  - drużyna zaopatrzenia
- kwatermistrzostwo
  - magazyn techniczny
  - drużyna gospodarcza

Razem:
żołnierzy – 254 (oficerów – 33, podoficerów – 44, szeregowych – 177)
sprzęt:
- samochody – 3
- łodzie MN – 1

## Działania bojowe
W końcu stycznia 1945 rozminowywał Warszawę, a w lutym Łódź. Zabezpieczał przemarsz oraz działania bojowe swojej dywizji na terenie Łużyc i podczas forsowania Nysy. Szlak bojowy zakończył w Czechosłowacji w ramach operacji praskiej.

## Okres powojenny
Po wojnie batalion stacjonował w Wędrzynie. Po zakończeniu działań wojennych jednostka przystąpiła do rozminowywania i oczyszczania terenów w rejonach: Słubic, Sulechowa, Sulęcina, Świebodzina, Międzyrzecza, Skwierzyny i Gorzowa Wlkp. W połowie lipca 1945 batalion został wsparty kompanią niemieckich jeńców saperów w sile 90 ludzi. Minerzy niemieccy ulegali częstym wypadkom. Po analizie okazało się, że znaczna liczba Niemców nie była saperami. Woleli jednak rozminowywać, niż siedzieć w niewoli. W pododdziałach przeprowadzono szkolenie i zajęcia instruktażowe z zakresu przeszukiwania i unieszkodliwiania min. Instruktorami szkolenia byli podoficerowie niemieccy. Saperami bezpośrednio kierowali oficerowie i podoficerowie niemieccy. Dowódcami pododdziałów byli Polacy. W późniejszych latach rozminowywała tereny w rejonach Kostrzyna nad Odrą, w Gubinie (tzw. Góra Śmierci), Krośnie Odrzańskim, Międzychodzie, Wschowie, Poznaniu i Kościanie. W 1947 część batalionu wzięła udział w walkach z oddziałami UPA w Bieszczadach w ramach Grupy Operacyjnej „Wisła.” Wydzielony pododdział w czasie tych działań niszczył wykryte bunkry, usuwał miny i torował drogi.

## Batalion saperów 5 Saskiej Dywizji Pancernej
W 1977 tradycje i numer batalionu saperów 5 Saskiej Dywizji Piechoty przejął kostrzyński 66 batalion saperów 5 Saskiej Dywizji Pancernej. JW 2240.

## Obsada personalna
Dowódcy batalionu
- mjr Bazyli Celajew[7]
- kpt. Jan Gozdek[8]
- Julian Wenda[9]
- Tadeusz Adamczyk[9]
- Romuald Łukomski[9]

Dowódcy 66 batalionu saperów:
- mjr Józef Janek (był w 1956)[10]